# Cal Francisquet
Cal Francisquet és una obra del Masroig (Priorat) inclosa a l'Inventari del Patrimoni Arquitectònic de Catalunya.

## Descripció
Edifici de planta rectangular de planta baixa, dos pisos i golfes, cobert per teulada a dues vessants. Com a elements que s'han de destacar, cal esmentar els balcons de ferro forjat i la portalada, de dues dernes desiguals i tres possibilitats d'obertura diferents, amb llinda de pedra i la inscripció "Francisco Folch" i la data de 1859. A la façana s'obre una porta i una finestra a la planta baixa, dos balcons a cada pis i dues finestres a les golfes.

## Història
Can Folch fou un dels principals propietaris del poble durant el segle passat. L'actual edifici, aixecat en substitució d'un anterior, reflecteix una època d'esplendor econòmic a la comarca.